# Rajd Genewy 1966
Rajd Genewy 1966 (34. Rallye de Genève) – 34. edycja rajdu samochodowego Rajdu Genewskiego rozgrywanego w Szwajcarii. Rozgrywany był od 10 do 12 czerwca 1966 roku. Była to siódma runda Rajdowych Mistrzostw Europy w roku 1966.

## Klasyfikacja rajdu
| Miejsce                     | Kierowca                    | Pilot                       | Samochód                    | Czas                        | Strata                      |                             |
| Klasyfikacja generalna, ERC | Klasyfikacja generalna, ERC | Klasyfikacja generalna, ERC | Klasyfikacja generalna, ERC | Klasyfikacja generalna, ERC | Klasyfikacja generalna, ERC | Klasyfikacja generalna, ERC |
| --------------------------- | --------------------------- | --------------------------- | --------------------------- | --------------------------- | --------------------------- | --------------------------- |
| 1.                          | Gilber Staepelaere          | André Aerts                 | Ford Cortina Lotus          | 3:48                        | 0.0                         |                             |
| 2.                          | Tony Fall                   | Henry Liddon                | Morris Mini Cooper S        | 4:38                        | +50                         |                             |
| 3.                          | Jean-Claude Ogier           | Bernard Ogier               | Panhard 24 CT               | 4:56                        | +1:08                       |                             |
| 4.                          | Guy Verrier                 | Jean-Claude Syda            | Citroën DS 21               | 5:17                        | +1:29                       |                             |
| 5.                          | Lucien Bianchi              | Eddie Lambrecht             | Citroën DS 21               | 6:35                        | +2:47                       |                             |
| 6.                          | Gérard Larrousse            | Michèle Espinosi-Petit      | NSU 1100 TT                 | 7:18                        | +3:30                       |                             |
| 7.                          | Jean-Jacques Thuner         | John Gretener               | Triumph Spitfire            | 8:13                        | +4:25                       |                             |
| 8.                          | Patrick Lier                | Formige                     | Hillman Imp                 | 12:17                       | +8:29                       |                             |
| 9.                          | Charles Ramu-Caccia         | Bernard Mauris              | Alfa Romeo GTA              | 12:35                       | +8:47                       |                             |
| 10.                         | Georg Theiler               | Erich Bechtel               | BMC Mini Cooper             | 15:50                       | +12:02                      |                             |